# Горбуновское сельское поселение (Орловская область)
Горбуно́вское се́льское поселе́ние — муниципальное образование в Дмитровском районе Орловской области России. 
Административный центр — деревня Горбуновка.

## География
Муниципальное образование находится в центральной части Дмитровского района, граничит с:
- Друженским сельским поселением (на севере)
- Дмитровским городским поселением (на севере)
- Столбищенским сельским поселением (на северо-востоке)
- Соломинским сельским поселением (на востоке)
- Долбенкинским сельским поселением (на юго-востоке)
- Малобобровским сельским поселением (на юге)
- Алёшинским сельским поселением (на западе)

В северо-восточной части сельского поселения расположено обширное лесное урочище Данилова Дача. По территории сельского поселения протекает река Общерица, а также несколько её притоков.

## История
Горбуновский сельсовет был образован в первые годы советской власти. По состоянию на 1926 год входил в состав Лубянской волости Дмитровского уезда Орловской губернии. В то время в состав сельсовета входили 6 населённых пунктов: д. Вертякино, д. Горбуновка, п. Красновский, п. Новоивановский, п. Страшновский, д. Трубичино, причём административным центром сельсовета было Вертякино, а не Горбуновка. Впоследствии территория сельсовета неоднократно менялась. С 1928 года в составе Дмитровского района.
5 мая 1959 года из Алёшинского сельсовета в состав Горбуновского сельсовета были переданы: с. Балдыж, д. Трубичино и п. Сторожище.
15 октября 2004 года были упразднены посёлки Новоивановский и Огничное, располагавшиеся на территории сельсовета.
Статус и границы сельского поселения установлены Законом Орловской области от 19 ноября 2004 года № 447-ОЗ «О статусе, границах и административных центрах муниципальных образований на территории Дмитровского района Орловской области».

## Населённые пункты
В состав сельского поселения входят 9 населенных пунктов (2 села, 4 деревни, 3 посёлка):
| № | Населённый пункт | Тип населённого пункта    | Население |
| - | ---------------- | ------------------------- | --------- |
| 1 | Горбуновка       | деревня, администр. центр | ↘316      |
| 2 | Балдыж           | село                      | ↘92       |
| 3 | Вертякино        | деревня                   | ↘58       |
| 4 | Морево           | село                      | ↘120      |
| 5 | Мошки            | деревня                   | ↘33       |
| 6 | Седлечко         | посёлок                   | ↘11       |
| 7 | Сторожище        | посёлок                   | ↘107      |
| 8 | Топоричный       | посёлок                   | ↘0        |
| 9 | Трубичино        | деревня                   | ↘293      |

### Упразднённые
| № | Населённый пункт | Тип населённого пункта | Дата упразднения     |
| - | ---------------- | ---------------------- | -------------------- |
| 1 | Красновский      | посёлок                | до 1965 года         |
| 2 | Крюки            | посёлок                | до 1959 года         |
| 3 | Новоивановский   | посёлок                | 15 октября 2004 года |
| 4 | Огничное         | посёлок                | 15 октября 2004 года |
| 5 | Первомайский     | посёлок                | до 1965 года         |
| 6 | Радование        | посёлок                | 8 июля 1970 года     |
| 7 | Страшновский     | посёлок                | 18 мая 1978 года     |

## Население
| 2002 | 2010  | 2011  | 2012 | 2013 | 2014  | 2015  |
| ---- | ----- | ----- | ---- | ---- | ----- | ----- |
| 1278 | ↘1030 | ↗1311 | ↘989 | ↘964 | ↘923  | ↘881  |
| 2016 | 2017  | 2018  | 2019 | 2020 | 2021  | 2023  |
| ↘850 | ↘833  | ↘814  | ↗819 | ↘814 | ↗1087 | ↗1093 |

## Экономика
В ходе коллективизации в начале 1930-х годов на территории Горбуновского сельсовета было создано несколько колхозов:
- «Автодор» (д. Горбуновка)
- «8-е марта» (д. Мошки)
- «Красный Восход» (п. Радование, п. Красновский, п. Страшновский)
- «Крепи Оборону» (с. Морево)
- «Седлечко» (п. Седлечко, п. Топоричный, п. Огничное)
- «Ударник» (д. Вертякино)

С 1960-х годов на территории сельсовета действовали 2 сельскохозяйственные артели: совхоз «Дмитровский» (центр в д. Горбуновка) и колхоз «Память Ленина» (центр в п. Сторожище).

## Достопримечательности
- В селе Морево находится православный храм Димитрия Солунского 1703—1711 годов постройки — самая старая из сохранившихся церквей Дмитровского района. Первая каменная церковь на территории современного Дмитровского района.

## Главы сельского поселения
Список неполный:
- Бутиков (1990)
- Панина Нина Ивановна (?—2011)
- Бутикова Галина Леонидовна (2011—2016)
- Агафонов Алексей Юрьевич (2016—2017)
- Родичев Александр Викторович (2017—2018)
- Васюнина Мария Вячеславовна (с 2018 года)